# Litworowy Potok (dopływ Białej Wody)
Litworowy Potok (słow. Litvorový potok) – potok płynący Doliną Litworową w słowackich Tatrach Wysokich. Jest głównym ciekiem wodnym tej doliny. Wypływa z Litworowego Stawu Białowodzkiego, płynie na północny zachód w kierunku Doliny Białej Wody. Potok dość stromo spływa po skałach. Szlak turystyczny prowadzi dość długo wzdłuż tego potoku, w jednym miejscu przekracza go. Tuż obok progu Doliny Kaczej, poniżej Kaczej Siklawy łączy się z Kaczym Potokiem i razem tworzą duży potok zwany Białą Wodą.

## Szlaki turystyczne
Czasy przejścia podane na podstawie mapy.
  – niebieski szlak z Łysej Polany wzdłuż Białki i Białej Wody biegnie do Doliny Litworowej (w dolinie prowadzi wzdłuż Litworowego Potoku), stamtąd do Kotła pod Polskim Grzebieniem i dalej na Rohatkę.
- Czas przejścia z Łysej Polany do rozdroża pod Polskim Grzebieniem: 4:55 h, ↓ 4:25 h
- Czas przejścia od rozdroża na Rohatkę: 45 min, ↓ 35 min